# Список таврійських губернаторів
До списку включені:

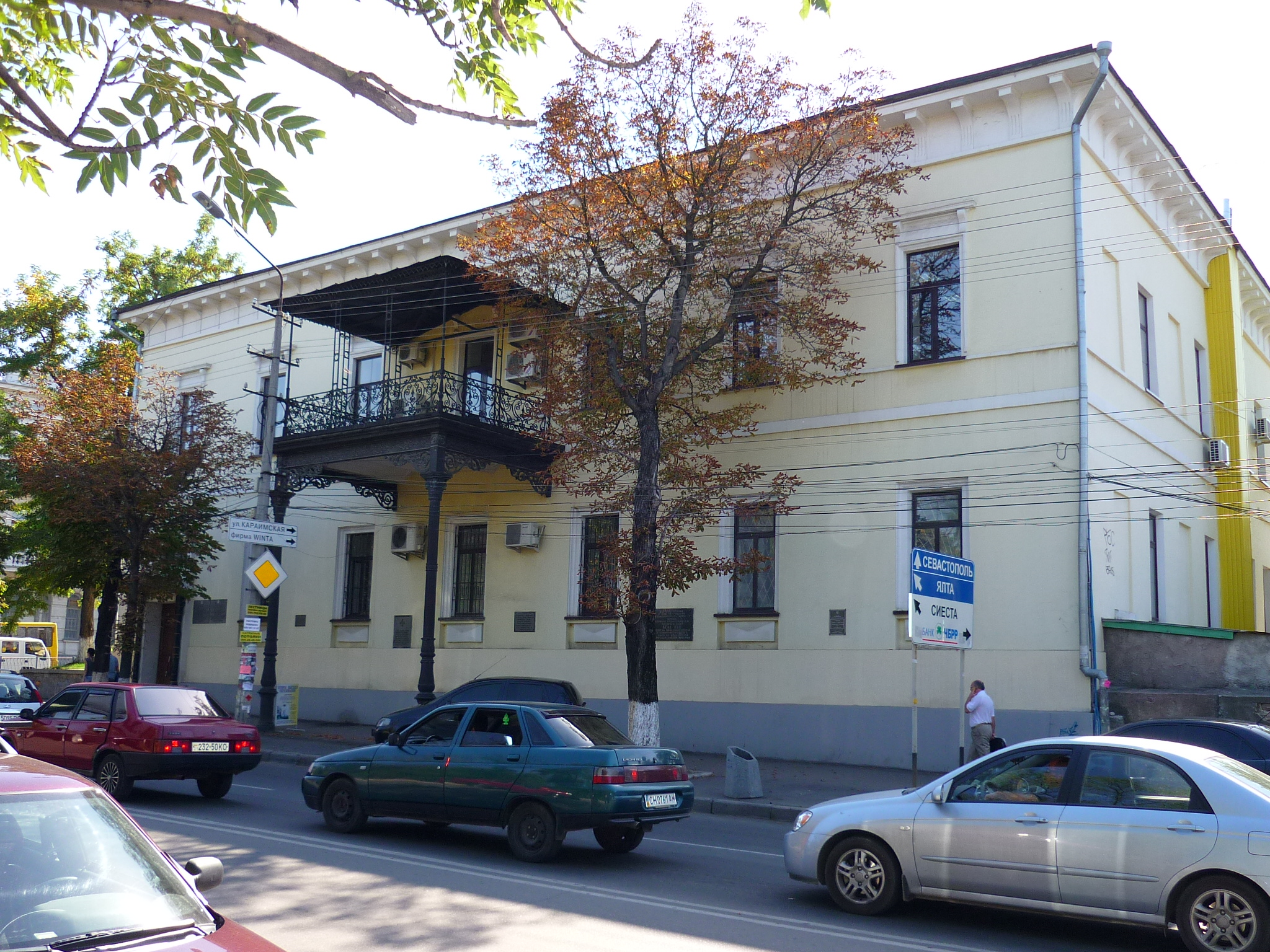
Будинок таврійських губернаторів в Сімферополі (зведений 1835 року)

- губернатори та генерал-губернатори Таврійської области (1784—1796);
- губернатори Таврійської губернії під владою Російської імперії (1802—1917);
- губернатори Таврійської губернії під владою Збройних Сил Півдня Росії (1919—1920).

## Таврійська область

### Генерал-губернатори
| Ім'я               | Зображення | Титул, чин, звання         | Роки перебування на посаді    |
| ------------------ | ---------- | -------------------------- | ----------------------------- |
| Григорій Потьомкін |            | князь, генерал-фельдмаршал | 1784 — 5 жовтня 1791          |
| Платон Зубов       |            | генерал-фельдцейхмейстер   | 25 липня 1792 — 6 грудня 1796 |

### Губернатори
| Ім'я              | Зображення | Титул, чин, звання            | Роки перебування на посаді |
| ----------------- | ---------- | ----------------------------- | -------------------------- |
| Василь Каховський |            | генерал-майор                 | 1784 — 1788                |
| Семен Жегулін     |            | таємний радник, генерал-майор | 1788 — 1796                |

## Таврійська губернія
| Ім'я                 | Зображення | Титул, чин, звання                                      | Роки перебування на посаді         |
| -------------------- | ---------- | ------------------------------------------------------- | ---------------------------------- |
| Григорій Милорадович |            | таємний радник                                          | 13 грудня 1802 — 2 серпня 1803     |
| Дмитро Мертваго      |            | дійсний статський радник                                | 26 грудня 1803 — 28 жовтня 1807    |
| Андрій Бороздін      |            | генерал-лейтенант                                       | 2 листопада 1807 — 20 липня 1816   |
| Олександр Лавинський |            | дійсний статський радник                                | 20 липня 1816 — 28 грудня 1819     |
| Олександр Баранов    |            | дійсний статський радник                                | 28 грудня 1819 — 19 квітня 1821    |
| Микола Перовський    |            | дійсний статський радник                                | 25 лютого 1822 — 16 жовтня 1823    |
| Дмитро Наришкін      |            | дійсний статський радник                                | 16 жовтня 1823 — 11 квітня 1829    |
| Олександр Казначеєв  |            | таємний радник                                          | 17 квітня 1829 — 13 лютого 1837    |
| Матвій Муромцов      |            | дійсний статський радник                                | 22 лютого 1837 — 19 січня 1843     |
| Віктор Рославець     |            | дійсний статський радник                                | 19 січня 1843 — 22 січня 1845      |
| Володимир Пестель    |            | генерал-майор, генерал-лейтенант                        | 22 січня 1845 — 11 листопада 1854  |
| Микола Адлерберг     |            | граф, Свита Його Величности, генерал-майор              | 11 листопада 1854 — 25 січня 1856  |
| Григорій Жуковський  |            | генерал-лейтенант                                       | 10 липня 1856 — 19 січня 1871      |
| Олександр Рейтерн    |            | Свита Його Величности, генерал-майор                    | 19 січня 1871 — 25 червня 1873     |
| Олександр Кавелін    |            | Свита Його Величности, генерал-майор, генерал-лейтенант | 21 липня 1873 — 22 листопада 1881  |
| Андрій Всеволозький  |            | камергер, дійсний статський радник                      | 22 листопада 1881 — 30 грудня 1889 |
| Петро Лазарєв        |            | шталмейстер                                             | 30 грудня 1889 — 19 грудня 1901    |
| Володимир Трепов     |            | камергер, дійсний статський радник                      | 1 лютого 1902 — 18 квітня 1905     |
| Євгеній Волков       |            | генерал-майор                                           | 18 квітня 1905 — 3 січня 1906      |
| Василь Новицький     |            | колезький радник                                        | 3 січня 1906 — 2 травня 1911       |
| Петро Апраксін       |            | граф, церемоніймейстер                                  | 2 травня 1911 — 14 квітня 1913     |
| Микола Лавриновський |            | статський радник                                        | 13 травня 1913 — 14 листопада 1914 |
| Микола Княжевич      |            | генерал-майор                                           | 14 листопада 1914–1917             |

## ГубернаториЗСПР
| Ім'я           | Зображення | Титул, чин, звання | Роки перебування на посаді   |
| -------------- | ---------- | ------------------ | ---------------------------- |
| Микита Татищев |            | статський радник   | травень 1919 — березень 1920 |